# 蒙新久苓菊
蒙新久苓菊（学名：Jurinea mongolica）是菊科苓菊属的植物。分布在蒙古以及中国大陆的新疆、宁夏、陕西、内蒙古等地，生长于海拔1,040米至1,500米的地区。种名mongolica意为蒙古的。 